# Necropoli di Remedello Sotto
La necropoli di Remedello Sotto è un'area archeologica in località Campo Dovarese, situata nel comune di Remedello, in provincia di Brescia.

## Storia degli scavi

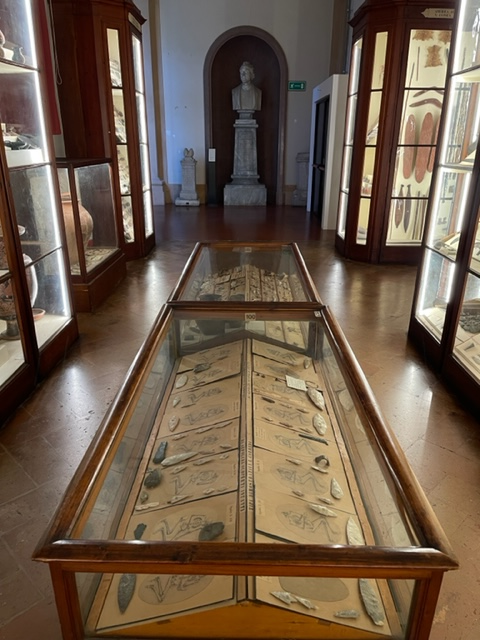
Museo Chierici di Paletnologia - Cassa 100 da Remedello Sotto. Questa cassa contiene sedici cartoni che raffigurano la disposizione degli individui nelle tombe, tutti rannicchiati sul fianco sinistro. Una tomba era priva di scheletro, ma con corredo. Tutte le tombe hanno per corredo delle armi, tranne la 63, forse femminile, con armilla e lesina di rame.

La scoperta avvenne agli inizi del 1884 durante alcuni lavori agricoli e portò alla luce circa sessanta tombe, successivamente distrutte assieme ai corredi, costituite da semplici fosse, a poca distanza dal fiume Chiese. Due storici locali (Girolamo Bonati e Andrea Terzi) recuperarono quanto poterono dei corredi, dagli operai.
Una prima campagna di scavi venne condotta dal 10 marzo al 4 aprile 1885 a cura di Giovanni Bandieri e dell'appassionato archeologo locale Luigi Ruzzenenti, sotto la direzione scientifica di Gaetano Chierici.
Diverse tombe di periodo eneolitico con corredo furono estratte dal terreno e inviate in casse a Reggio Emilia, dove sono tutt’ora conservate a Palazzo dei Musei, insieme a molti reperti della necropoli.
Fu proprio la necropoli di Remedello che consentì al Chierici di definire, negli ultimi mesi di vita, quel nuovo periodo preistorico di cui aveva intuito l’esistenza e che chiamò Eneolitico, oggi noto come Età del rame.
Una seconda campagna di scavi venne condotta da settembre a dicembre 1885 da Giovanni Bandieri per conto dell'Ateneo di Brescia e del Museo preistorico etnografico di Roma; Bandieri proseguì ulteriormente gli scavi nel dicembre 1885 anche insieme a Chierici, che proprio in quell'occasione si ammalò e morì nel gennaio 1886. Altre tombe nell'area sud furono scavate nel 1886 da Ruzzenenti per conto del Museo preistorico-etnografico di Roma, che conserva una tomba, e dei musei di Brescia e di Viadana, che conservano due tombe ciascuno. Infine, altre campagne di scavi furono condotte negli anni 70 e 80 in collaborazione con l'Università di Birmingham.. L'unica sepoltura della necropoli presente attualmente nel Museo di Remedello è stata individuata durante gli scavi condotti da Lawrence Barfield nel 1986, che ha rinvenuto anche altri reperti, conservati nello stesso Museo.
Altre casse di materiali e tombe vennero inviati al Museo Pigorini di Roma (ora Museo nazionale preistorico etnografico Luigi Pigorini), e ad altre istituzioni che avevano portato avanti lo scavo dopo la morte di Chierici nel gennaio 1886.
I primi studi sulla necropoli furono pubblicati da Chierici e in seguito da Giuseppe Angelo Colini in molti articoli sul Bullettino di Paletnologia Italiana tra il 1886 e il 1902, suscitando molto interesse negli studiosi europei dell'epoca e portando alla definizione di Cultura di Remedello.

## Necropoli eneolitica

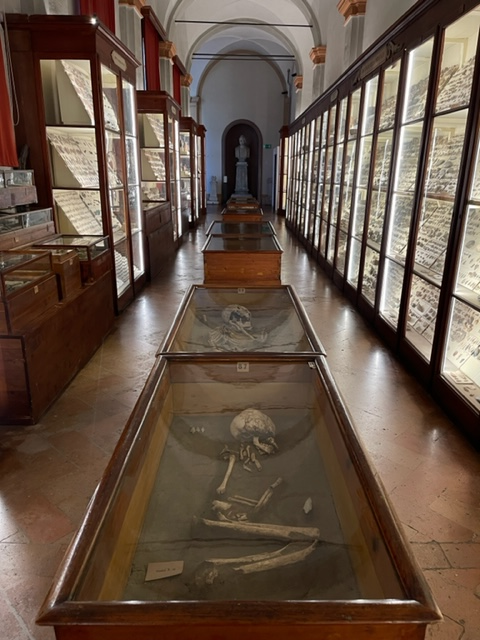
Museo Chierici - Tomba 56 da Remedello Sotto. Scheletro rannicchiato di giovane, incompleto, presumibilmente maschio, deposto sul fianco sinistro. Nel corredo si trovano una lama di pugnale foliata in selce e cinque cuspidi di freccia in selce.

La necropoli dell'Età del rame si trova al centro dell'area archeologica: le sepolture, semplici fosse di forma ovale poco profonde, custodivano nella maggior parte dei casi un solo defunto, in posizione rannicchiata o supina; i rannicchiati erano deposti prevalentemente sul fianco sinistro con il capo rivolto a Nord ovest. In questa e in altre necropoli dello stesso arco cronologico sono però presenti anche sepolture multiple.

I maschi adulti erano spesso accompagnati da un corredo di cuspidi di frecce, pugnali litici, asce in pietra levigata e in pietra verde.; poche sepolture contengono asce e pugnali in rame ed oggetti di ornamento quali ad esempio decorazioni ricavate dalle conchiglie Dentalium e Cardium.Esemplari dei tipi di pugnali rinvenuti a Remedello sono stati rinvenuti in altre località italiane e anche in raffigurazioni di periodi coevi, come sulle statue stele della Lunigiana e del Trentino-Alto Adige, sulle stele e i massi della Valtellina e Valcamonica.. L’ascia in rame a margini rialzati ritrovata nella cosiddetta tomba 102 è dello stesso tipo e probabilmente anche dello stesso metallo di quella ritrovata vicino all’uomo del Similaun, cosi come il pugnale in selce della tomba 97 è simile a quello dell'Uomo del Similaun.
Nel caso di giovani o bambini il corredo poteva essere costituito da una semplice scheggia in selce, oppure era assente. Le donne venivano sepolte con recipienti in ceramica, (in genere vasi, boccali e poche tazze) e, in rarissimi casi, con oggetti di ornamento. Attraverso la tipologia e la quantità di corredo viene segnalata la differenza di sesso e ruolo sociale.
Un importante reperto, uno spillone in argento con testa a T e occhiello, lungo 17,3 cm., fu occasionalmente scoperto da don Ruzzenenti nel 1886: insieme ad un ornamento a rotella in marmo era parte del corredo di una tomba datata alla seconda fase della necropoli (età del rame II, 2900-2500 a.C.). Questo tipo di spilloni è originario delle steppe del Caucaso settentrionale e si è poi diffuso in Europa nell'area della Cultura della ceramica cordata.
Nel 1886 Ruzzenenti trovò anche una sepoltura pertinente alla Cultura del bicchiere campaniforme in località Montalbano, nel comune di Fiesse, che insisteva su un’area quadrata delimitata da quattro buche di palo, forse relativi ad una struttura lignea di protezione andata distrutta, e che conteneva un corredo notevole, poi acquisito da Giovanni Bandieri..A Remedello Sotto invece lo stesso don Luigi Ruzzenenti raccolse frammenti di vasi campaniformi provenienti da una sepoltura situata a in un campo situato a NNW della necropoli in loc. Roccolo Bresciani.  Anche negli anni '70 del secolo scorso ad Ovest della necropoli eneolitica, Mino Perini rinvenne i frammenti di un bicchiere campaniforme ansato, di un grande scodellone a fondo piatto ed un frammento di femore.
Tenendo conto delle modalità con cui si sono svolti gli scavi e delle zone che non è stato possibile documentare con certezza perché già rovinate dai lavori agricoli, è possibile ipotizzare che originariamente le tombe fossero almeno alcune centinaia..
Le tombe documentate appartengono prevalentemente ad adulti, in quantità decisamente minore a giovani e bambini e in minima parte ad anziani.
In totale le tombe recuperate furono 164: la necropoli era divisa in più fasi principali, una più antica e una più recente; la prima risale all'età del Rame I, (3400-2900 a.C.) e la seconda all'età del rame II (2900-2500 a.C.). È documentata anche una terza fase dell'età del rame III, anche se poco attestata, corrispondente all'età campaniforme (2500-2200 a.C.)

## Rinvenimenti pertinenti a epoche successive
La stessa area archeologica in cui si trova la necropoli continuò ad essere frequentata e utilizzata in tutto il periodo eneolitico, nell’antica e media età del Bronzo, nel VII e VI secolo a.C., in età medio e tardo La Tène e in età romana ed ha restituito materiali pertinenti a tutte queste epoche.
Sono state rinvenute anche sepolture databili al II-I secolo a.C., riconducibili ai Galli Cenomani, che presentano tracce di riti funebri misti con prevalenza di quello incineratorio. Fra le ceramiche di corredo sono molto significativi i vasi a trottola, tipici della Lombardia in questo periodo. La presenza di defunti di sesso maschile, connotati come guerrieri, è documentata da armi in ferro, come cuspidi di lancia ed una spada. Cesoie e falcetti testimoniano la pratica dell’agricoltura.